# 12 de janeiro
12 de janeiro é o 12.º dia do ano no calendário gregoriano. Faltam 353 dias para acabar o ano (354 em anos bissextos).

## Eventos históricos

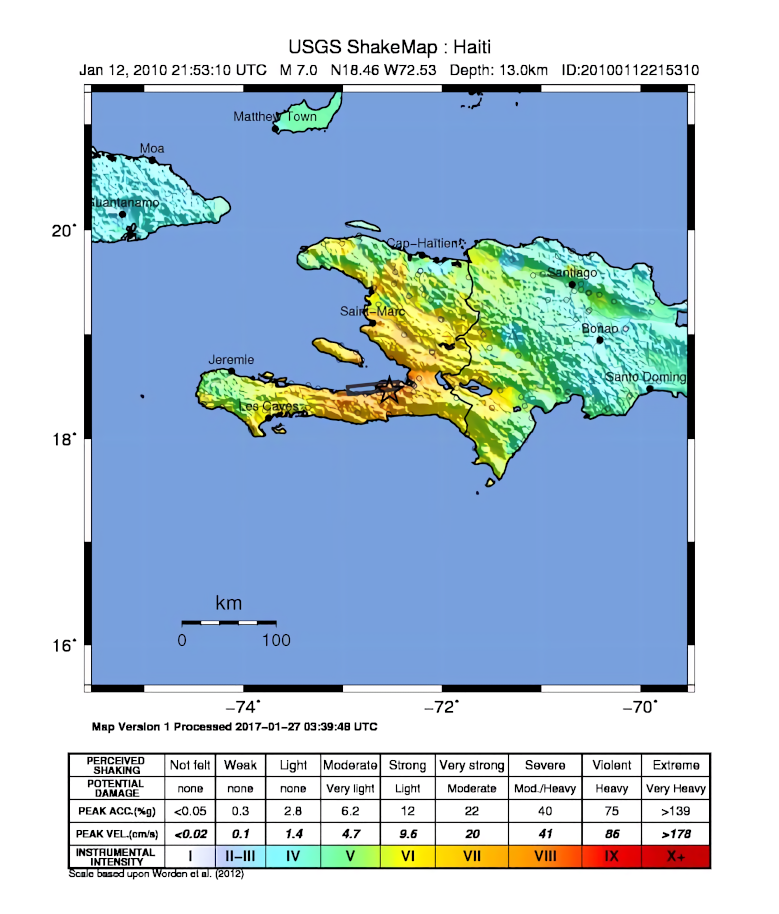
2010: Sismo no Haiti.

- 0475 — O imperador romano oriental Zenão é forçado a fugir de sua capital em Constantinopla e seu general, Basilisco, assume o controle do império.
- 1528 — Gustavo I da Suécia é coroado rei da Suécia, já reinando desde sua eleição em junho de 1523.
- 1554 — Braginoco, que iria reunir o maior império da história do sudeste da Ásia, é coroado rei da Birmânia.
- 1616 — Fundada a cidade de Belém, na Capitania do Grão-Pará (atual estado do Pará), por Francisco Caldeira Castelo Branco.
- 1759 — Processo dos Távoras: é proferido o veredicto: os acusados da Casa dos Távoras são considerados culpados.
- 1848 — O levante de Palermo ocorre na Sicília contra o Reino Bourbon das Duas Sicílias.
- 1861 — Fundação da Caixa Econômica da Corte pelo imperador Pedro II do Brasil.
- 1866 — A Royal Aeronautical Society é formada em Londres.
- 1895 — O National Trust é fundado no Reino Unido.
- 1915 — A Câmara dos Representantes dos Estados Unidos rejeita uma proposta para exigir que os estados deem às mulheres o direito de voto.
- 1916 — Oswald Boelcke e Max Immelmann, por alcançarem oito vitórias aéreas contra aeronaves das forças aliadas, recebem o maior prêmio militar do Império Alemão, o Pour le Mérite, sendo os primeiros aviadores alemães a conquistá-lo.
- 1932 — Hattie Caraway se torna a primeira mulher eleita para o Senado dos Estados Unidos.
- 1945 — Segunda Guerra Mundial: o Exército Vermelho começa a Ofensiva no Vistula–Oder.
- 1964 — Rebeldes em Zanzibar começam uma revolta conhecida como a Revolução de Zanzibar e proclamam uma república.
- 1967 — Dr. James Bedford se torna a primeira pessoa a ser preservada cronicamente com a intenção de ressuscitação futura.
- 1970 — Biafra capitula, terminando a Guerra Civil da Nigéria.
- 1976 — Conselho de Segurança das Nações Unidas permite que a Organização para a Libertação da Palestina participe de um debate no Conselho de Segurança (sem direito a voto).
- 1986 — Deputado americano Bill Nelson parte do Centro Espacial John F. Kennedy a bordo do vaivém espacial (ou ônibus espacial) Columbia na missão STS-61-C como especialista de carga.
- 1991 — Guerra do Golfo: um ato do Congresso dos EUA autoriza o uso da força militar estadunidense para expulsar o Iraque do território do Kuwait
- 1998 — Dezenove países europeus concordam em proibir a clonagem humana.
- 2004 — Viagem inaugural do maior transatlântico do mundo, RMS Queen Mary 2.
- 2005 — Lançamento da Deep Impact de Cabo Canaveral em um foguete Delta II.
- 2010 — Ocorre um sismo no Haiti, matando entre 100 000 e 200 000 pessoas e destruindo grande parte da capital, Porto Príncipe.
- 2011 — Enchentes e deslizamentos de terra atingem a Região Serrana do Rio de Janeiro, causando o maior desastre climático da história do Brasil, com 916 mortes.
- 2015 — Ataques governamentais matam 143 combatentes do Boko Haram em Kolofata, Camarões.
- 2016 — Dez pessoas morrem e 15 ficam feridas em um atentado perto da Mesquita Azul em Istambul.
- 2019 — O ativista italiano Cesare Battisti é preso na cidade de Santa Cruz de La Sierra, na Bolívia, sendo que estava foragido desde dezembro de 2018 quando foi declarado o pedido de extradição dele no Brasil.[1]
- 2024 — Uma Coalizão militar liderada pelos Estados Unidos lança série de ataques aéreos contra hutis no Iêmen.
- 2025 — Enchentes e deslizamentos de terra no Vale do Aço, em Minas Gerais, Brasil, causam pelo menos dez mortes.

## Nascimentos

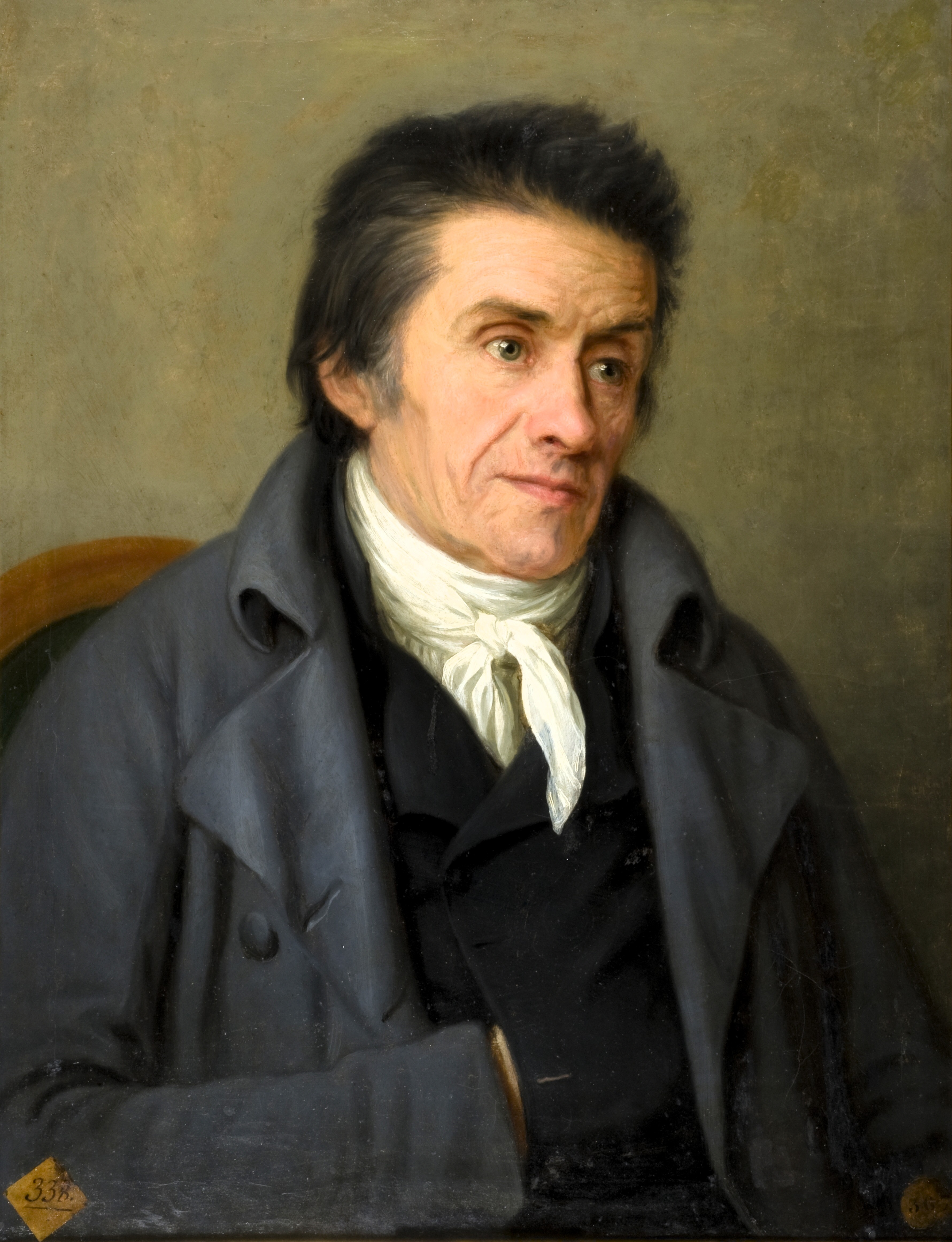
Johann Heinrich Pestalozzi

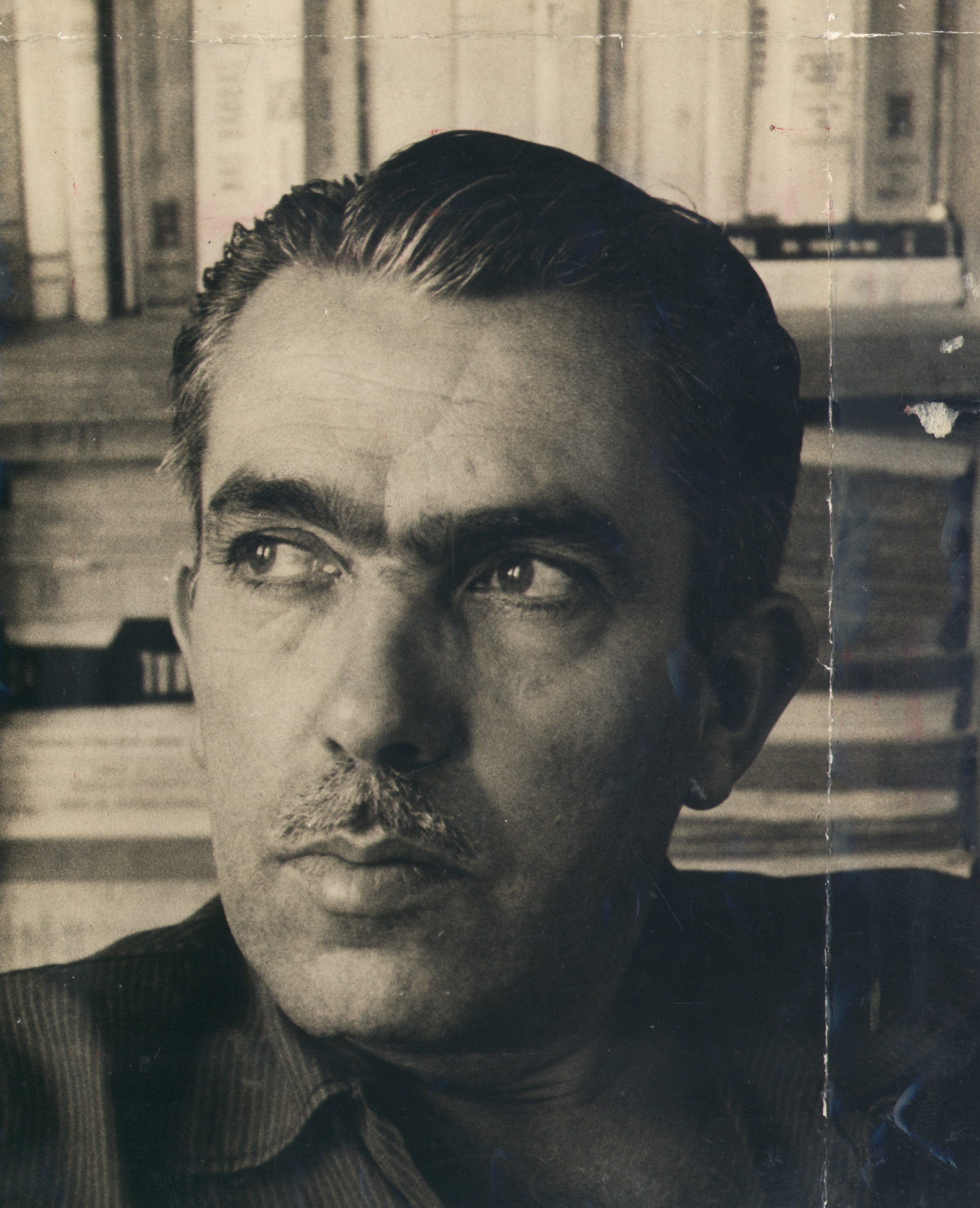
Rubem Braga

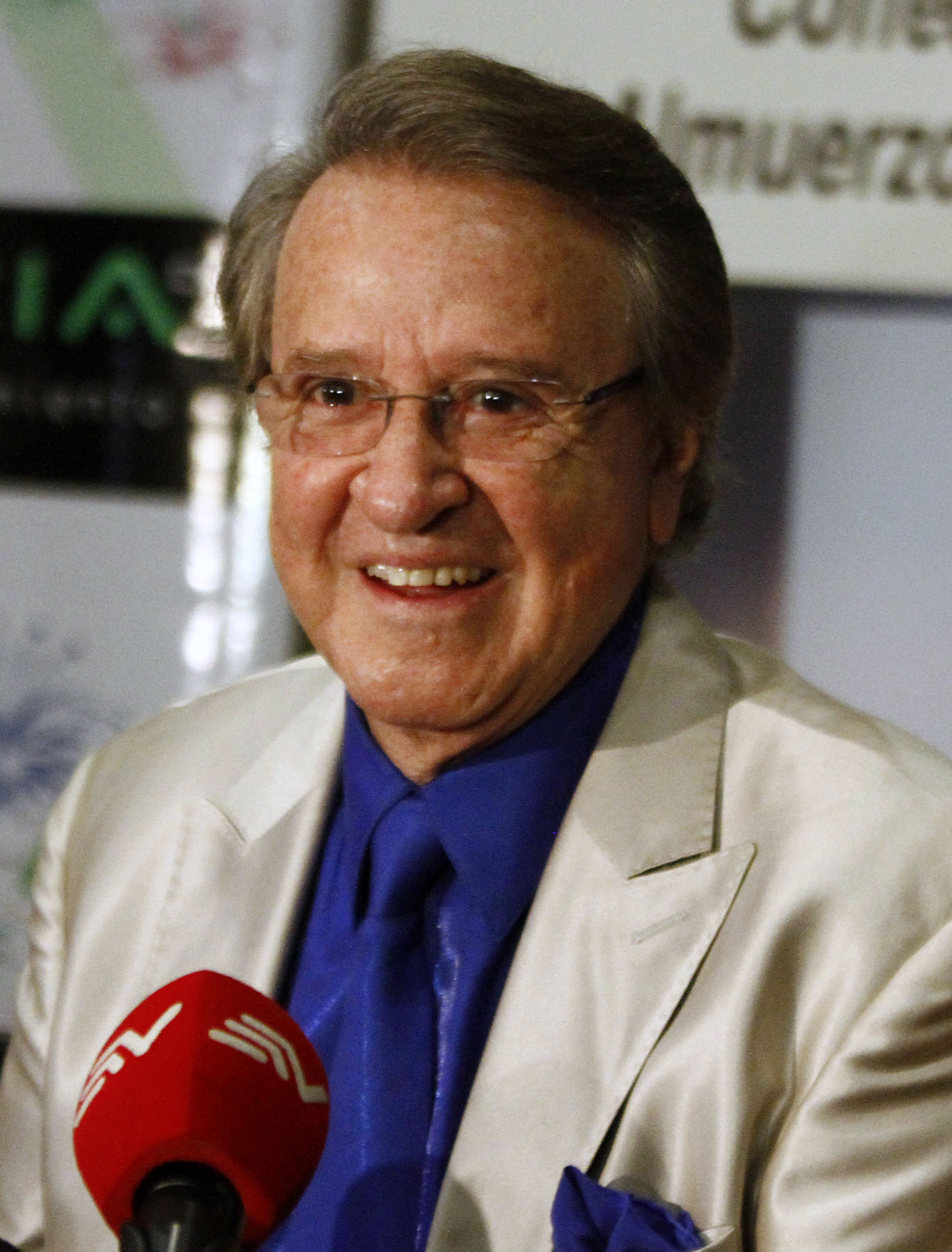
Carlos Villagrán

### Anterior ao século XIX
- 1483 — Henrique III de Nassau-Breda (m. 1538).
- 1562 — Carlos Emanuel I, Duque de Saboia (m. 1630).
- 1565 — Isabel Gonzaga, Duquesa de Sabioneta (m. 1637).
- 1576 — Petrus Scriverius, historiador e estudioso neerlandês (m. 1660).
- 1579 — Jan Baptista van Helmont, químico e médico flamengo (m. 1644).
- 1588 — John Winthrop, advogado e político inglês (m. 1649).
- 1591 — José de Ribera, pintor espanhol (m. 1652).
- 1628 — Charles Perrault, escritor e acadêmico francês (m. 1703).
- 1673 — Rosalba Carriera, pintora italiana (m. 1757).
- 1715 — Jacques Duphly, organista e compositor francês (m. 1789).
- 1716 — Antonio de Ulloa, general e político espanhol (m. 1795).
- 1721 — Fernando de Brunsvique-Volfembutel, marechal-de-campo prussiano (m. 1792).
- 1729 — Edmund Burke, filósofo, acadêmico e político irlandês (m. 1797).
- 1746 — Johann Pestalozzi, filósofo e educador suíço (m. 1827).
- 1751 — Fernando I das Duas Sicílias (m. 1825).
- 1792 — Johan August Arfwedson, químico e acadêmico sueco (m. 1841).
- 1799 — Priscilla Susan Bury, botânica britânica (m. 1872).

### Século XIX
- 1808 — Guillaume Philippe Schimper, botânico francês (m. 1880).
- 1810 — Fernando II das Duas Sicílias (m. 1859).
- 1822 — Étienne Lenoir, engenheiro belga (m. 1900).
- 1831 — Franz Georg Philipp Buchenau, botânico alemão (m. 1906).
- 1840 — Silvério Gomes Pimenta, escritor e arcebispo brasileiro (m. 1922).
- 1846 — Caetano, Conde de Girgenti (m. 1871).
- 1848 — Franz von Soxhlet, químico alemão (m. 1926).
- 1849 — Jean Béraud, pintor e acadêmico russo-francês (m. 1935).
- 1852 — Joseph Joffre, militar francês (m. 1931).
- 1853 — Gregorio Ricci-Curbastro, matemático italiano (m. 1925).
- 1856 — John Singer Sargent, pintor e acadêmico estadunidense (m. 1925).
- 1857 — Knut Ångström, físico sueco (m. 1910).
- 1861 — James Mark Baldwin, filósofo e psicólogo estadunidense (m. 1934).
- 1863
  - Swami Vivekananda, monge e filósofo indiano (m. 1902).
  - Outram Bangs, zoólogo estadunidense (m. 1932).
- 1867 — Ernest Friedrich Gilg, químico alemão (m. 1933).
- 1873
  - Spiridon Louis, atleta grego (m. 1940).
  - Chaby Pinheiro, ator português (m. 1933).
- 1874 — James Juvenal, remador estadunidense (m. 1942).
- 1876
  - Jack London, romancista e jornalista estadunidense (m. 1916).
  - Fevzi Çakmak, marechal-de-campo e político turco (m. 1950).
  - Ermanno Wolf-Ferrari, compositor e educador italiano (m. 1948).
- 1877 — Frank J. Corr, advogado e político estadunidense (m. 1934).
- 1878
  - Ferenc Molnár, escritor e dramaturgo húngaro-americano (m. 1952).
  - Celso Vieira, escritor brasileiro (m. 1954).
- 1879 — Ray Harroun, automobilista e engenheiro estadunidense (m. 1968).
- 1882 — Milton Sills, ator e roteirista estadunidense (m. 1930).
- 1888 — Fritz Kachler, patinador artístico austríaco (m. 1973).
- 1892 — Mikhail Kirponos, militar soviético (m. 1941).
- 1893
  - Hermann Göring, comandante, aviador e político alemão (m. 1946).
  - Alfred Rosenberg, arquiteto e político estoniano-alemão (m. 1946).
  - Mikhail Gurevich, engenheiro e empresário russo (m. 1976).
- 1894 — Georges Carpentier, boxeador e ator francês (m. 1975).
- 1896
  - Umberto De Morpurgo, tenista italiano (m. 1961).
  - Nobuko Yoshiya, escritora japonesa (m. 1973).
- 1899 — Paul Hermann Müller, químico e acadêmico suíço (m. 1965).

### Século XX

#### 1901–1950
- 1903 — Igor Kurchatov, físico e acadêmico russo (m. 1960).
- 1905 — Tex Ritter, ator e cantor estadunidense (m. 1974).
- 1906
  - Emmanuel Levinas, historiador, filósofo e acadêmico lituano-francês (m. 1995).
  - Mississippi Fred McDowell, cantor, compositor e guitarrista estadunidense (m. 1972).
  - René David, jurista francês (m. 1990).
- 1907 — Sergei Korolev, coronel e engenheiro russo (m. 1966).
- 1908 — Jean Delannoy, ator, diretor e roteirista francês (m. 2008).
- 1910
  - Luise Rainer, atriz teuto-britânica (m. 2014).
  - Patsy Kelly, atriz norte-americana (m. 1981).
- 1911 — Gabriel Almond, cientista político estadunidense (m. 2002).
- 1913 — Rubem Braga, jornalista e escritor brasileiro (m. 1990).
- 1914 — Orlando Villas-Bôas, sertanista e indigenista brasileiro (m. 2002).
- 1916
  - Ruth Rogan Benerito, química e inventora estadunidense (m. 2013).
  - Mary Wilson, Baronesa Wilson de Rievaulx, poetisa britânica (m. 2018).
  - Pieter Willem Botha, político sul-africano (m. 2006).
  - Tan Hong Djien, futebolista indonésio (m. ?).
- 1917 — Walter Hendl, pianista, compositor e maestro estadunidense (m. 2007).
- 1918 — Maharishi Mahesh Yogi, religioso indiano (m. 2008).
- 1919 — Ralph Pearson, químico estadunidense (m.2022).
- 1923 — Holden Roberto, líder guerrilheiro e político angolano (m. 2007).
- 1924 — Olivier Gendebien, automobilista e empresário belga (m. 1998).
- 1928
  - Ruth Brown, cantora, compositora e atriz estadunidense (m. 2006).
  - Lloyd Ruby, automobilista estadunidense (m. 2009).
- 1929
  - Alasdair MacIntyre, filósofo e acadêmico anglo-americano.
  - Jaakko Hintikka, filósofo e lógico finlandês (m. 2015).
- 1930 — Glenn Yarbrough, cantor e ator estadunidense (m. 2016).
- 1935 — Kreskin, mentalista estadunidense.
- 1936 — Émile Lahoud, militar e político libanês.
- 1937 — Shirley Eaton, atriz britânica.
- 1938 — Alan Rees, automobilista britânico (m. 2024).
- 1939 — Joachim Yhombi-Opango, político e militar congolês (m.2020).
- 1940
  - Bob Hewitt, ex-tenista australiano-sul-africano.
  - Matthias Habich, ator alemão.
- 1941 — Long John Baldry, cantor, compositor e dublador anglo-canadense (m. 2005).
- 1942 — Ramiro de León Carpio, político guatemalteco (m. 2002).
- 1944
  - Carlos Villagrán, ator mexicano.
  - Lia de Itamaracá, cantora, compositora e dançarina brasileira.
  - Joe Frazier, pugilista estadunidense (m. 2011).
- 1945 — Maggie Bell, cantora e compositora britânica.
- 1946
  - George Duke, tecladista, compositor e educador estadunidense (m. 2013).
  - Sergei Chetverukhin, ex-patinador artístico russo.
- 1947 — Tom Dempsey, jogador de futebol americano e educador estadunidense (m.2020).
- 1948
  - Anthony Andrews, ator e produtor britânico.
  - Gordon Campbell, educador e político canadense.
  - William Nicholson, escritor e roteirista britânico.
- 1949
  - Kentarō Haneda, pianista e compositor japonês (m. 2007).
  - Ottmar Hitzfeld, ex-futebolista e ex-treinador de futebol alemão.
  - Haruki Murakami, romancista, contista e ensaísta japonês.
  - Bozhil Kolev, ex-futebolista búlgaro.

#### 1951–2000
- 1951
  - Kirstie Alley, atriz e produtora estadunidense (m. 2022).
  - Chris Bell, cantor, compositor e guitarrista estadunidense (m. 1978).
  - Rush Limbaugh, escritor e apresentador de talk show estadunidense (m. 2021).
- 1952
  - John Walker, ex-corredor e político neozelandês.
  - Ramón Fagoaga, ex-futebolista salvadorenho.
- 1953 — Mary Harron, diretora e roteirista canadense.
- 1954 — Howard Stern, apresentador de rádio, ator e escritor estadunidense.
- 1956 — Nikolai Noskov, cantor e compositor russo.
- 1957
  - John Lasseter, animador, diretor e produtor estadunidense.
  - Dean Scofield, ator e dublador estadunidense.
  - António Vitorino, político português.
- 1958 — Christiane Amanpour, jornalista iraniano-estadunidense.
- 1959 — Per Gessle, cantor, compositor, guitarrista e produtor musical sueco.
- 1960
  - Oliver Platt, ator canadense-americano.
  - Dominique Wilkins, ex-jogador e treinador de basquete franco-americano.
- 1961
  - Andrea Carnevale, ex-futebolista italiano.
  - Simon Russell Beale, ator britânico.
- 1962 — Joe Quesada, escritor e ilustrador estadunidense.
- 1963
  - Nando Reis, cantor, compositor, guitarrista e produtor musical brasileiro.
  - Juan Carlos Monedero, cientista político e escritor espanhol.
- 1964 — Jeff Bezos, cientista da computação e empresário estadunidense.
- 1965 — Rob Zombie, cantor, compositor, produtor, ator e diretor estadunidense.
- 1966 — Olivier Martinez, ator francês.
- 1967
  - Vendela Kirsebom, modelo e atriz sueco-norueguesa.
  - Meho Kodro, ex-futebolista bósnio.
- 1968
  - Junichi Masuda, diretor, produtor e compositor japonês.
  - Heather Mills, empresária, ativista e modelo britânica.
  - Mauro Silva, ex-futebolista brasileiro.
- 1969
  - David Mitchell, escritor britânico.
  - Robert Prosinečki, ex-futebolista e treinador de futebol croata.
- 1970
  - Raekwon, rapper estadunidense.
  - Zack de la Rocha, cantor e compositor estadunidense.
- 1971
  - Scott Burrell, ex-jogador e treinador de basquete estadunidense.
  - Fernando Pavão, ator brasileiro.
  - David McAllister, político alemão.
- 1972
  - Priyanka Gandhi, política indiana.
  - Toto Wolff, ex-automobilista e dirigente automobilístico austríaco.
- 1973 — Hande Yener, cantora, compositora, produtora e atriz turca.
- 1974
  - Melanie C, cantora, compositora e atriz britânica.
  - Claudia Conserva, atriz e apresentadora chilena.
  - Eri Irianto, futebolista indonésio (m. 2000).
  - Arkadiusz Onyszko, ex-futebolista polonês.
- 1975
  - Jason Freese, saxofonista, compositor e produtor estadunidense.
  - Kousuke Akiyoshi, motociclista japonês.
- 1978
  - Jeremy Camp, músico estadunidense.
  - Bonaventure Kalou, ex-futebolista marfinense.
  - Bouchaib El Moubarki, ex-futebolista marroquino.
- 1979
  - Grzegorz Rasiak, ex-futebolista polonês.
  - Marián Hossa, jogador de hóquei no gelo eslovaco.
  - Lee Bo-young, atriz e modelo sul-coreana.
  - David Zabriskie, ciclista estadunidense.
- 1980
  - Amerie, cantora, compositora, produtora e atriz estadunidense.
  - Rainer Torres, ex-futebolista peruano.
- 1981
  - Dan Klecko, jogador de futebol estadunidense.
  - Luis Ernesto Pérez, futebolista mexicano.
- 1982
  - Paul-Henri Mathieu, ex-tenista francês.
  - Dean Whitehead, ex-futebolista britânico.
  - Dontrelle Willis, ex-jogador de beisebol estadunidense.
  - Walter Minhoca, ex-futebolista brasileiro.
- 1983
  - Edmundo Zura, ex-futebolista equatoriano.
  - Oribe Peralta, ex-futebolista mexicano.
- 1984
  - Daniel Sepulveda, jogador de futebol americano estadunidense.
  - Viktor Budyanskiy, ex-futebolista russo.
- 1985
  - Artem Milevskyi, futebolista ucraniano.
  - Issa Rae, atriz, escritora, diretora, produtora e criadora de séries da web estadunidense.
  - Yohana Cobo, atriz espanhola.
  - Victor Correia, ex-futebolista guineano.
  - Borja Valero, ex-futebolista espanhol.
- 1986 — Dani Osvaldo, ex-futebolista e cantor ítalo-argentino.
- 1987
  - Naya Rivera, atriz e cantora estadunidense (m. 2020).
  - Edoardo Mortara, automobilista italiano.
  - Salvatore Sirigu, futebolista italiano.
  - Paulo Victor Mileo Vidotti, futebolista brasileiro.
- 1988
  - Douglas, futebolista brasileiro.
  - Holder da Silva, velocista guineense.
- 1989
  - Alan Kardec, futebolista brasileiro.
  - Axel Witsel, futebolista belga.
- 1990 — Ignacio Fernández, futebolista argentino.
- 1991 — Pixie Lott, cantora, compositora, dançarina e atriz britânica.
- 1992
  - Samuele Longo, futebolista italiano.
  - Lucas Mugni, futebolista argentino.
  - Georgia May Jagger, modelo britânica.
  - Ishak Belfodil, futebolista argelino.
  - Myrat Ýagşyýew, futebolista turcomeno.
- 1993
  - Zayn, cantor e compositor britânico.
  - D.O, cantor, compositor e ator sul-coreano.
  - Aika Mitsui, cantora japonesa.
  - Branimir Hrgota, futebolista sueco.
  - Julien Vercauteren, futebolista belga.
- 1994
  - Emre Can, futebolista alemão.
  - Hélder Costa, futebolista angolano.
- 1995
  - Alessio Romagnoli, futebolista italiano.
  - Nathy Peluso, rapper, compositora e produtora musical argentina.
  - Maverick Viñales, motociclista espanhol.
- 1996
  - Vitória Rosa, velocista brasileira.
  - Ella Henderson, cantora e compositora britânica.
- 1997
  - Breno Cesar Lolli, cantor e compositor brasileiro.
  - Caio Cesar Lolli, cantor e compositor brasileiro.
- 1998
  - Nathan Gamble, ator estadunidense.
  - Brent Van Moer, ciclista belga.
  - Juan Foyth, futebolista argentino.
- 1999 — Nicolás Schiappacasse, futebolista uruguaio.
- 2000
  - Alerrandro, futebolista brasileiro.
  - Sven Botman, futebolista neerlandês.

### Século XXI
- 2004 — Kaiky, futebolista brasileiro.
- 2006 — Vitor Reis, futebolista brasileiro.

## Mortes

### Anterior ao século XIX
- 0690 — Bento Biscop, estudioso e santo inglês (n. 628)
- 1167 — Elredo de Rievaulx, monge e santo inglês (n. 1110).
- 1322 — Maria de Brabante, rainha consorte francesa (n. 1254).
- 1519 — Maximiliano I do Sacro Império Romano-Germânico (n. 1459).
- 1665 — Pierre de Fermat, jurista e matemático francês (n. 1601).
- 1674 — Giacomo Carissimi, padre e compositor italiano (n. 1605).
- 1700 — Marguerite Bourgeoys, freira e santa franco-canadense (n. 1620).
- 1735 — John Eccles, compositor britânico (n. 1668).
- 1755 — Maria Ana de Schwarzenberg, marquesa de Baden-Baden (n. 1706).
- 1759 — Ana, Princesa Real e Princesa de Orange (n. 1709).
- 1781 — Richard Challoner, bispo britânico (n. 1691).

### Século XIX
- 1817 — Juan Andrés, humanista cristão e crítico literário espanhol (n. 1740).
- 1829 — Friedrich Schlegel, filósofo, poeta e crítico alemão (n. 1772).
- 1833 — Marie-Antoine Carême, chef francês (n. 1784).
- 1834 — William Grenville, 1.º Barão Grenville, acadêmico e político britânico (n. 1759).
- 1856 — Ľudovít Štúr, filólogo e político eslovaco (n. 1815).
- 1871 — Henry Alford, teólogo, crítico textual, hinógrafo e escritor britânico (n. 1810).
- 1873 — Giovanni Merlini, padre e missionário católico italiano (n. 1795).
- 1881 — George Robert Aberigh-Mackay, escritor anglo-indiano (n. 1848).
- 1899 — Hiram Walker, empresário estadunidense (n. 1816).

### Século XX
- 1907 — Adolf Bernhard Christoph Hilgenfeld, teólogo alemão (n. 1823).
- 1909 — Hermann Minkowski, matemático e acadêmico lituano-alemão (n. 1863).
- 1916 — Geórgios Theotókis, advogado e político grego (n. 1844).
- 1947 — Afrânio Peixoto, médico e escritor brasileiro (n. 1876).
- 1967 — Holland Smith, general estadunidense (n. 1882).
- 1971 — Arnold Ulitz, escritor alemão (n. 1888).
- 1974
  - Patrícia de Connaught, membro da família real britânica (n. 1886).
  - João da Baiana, cantor e instrumentista brasileiro (n. 1887).
- 1976 — Agatha Christie, romancista policial, contista e dramaturga britânica (n. 1890).
- 1977 — Henri-Georges Clouzot, diretor e roteirista francês (n. 1907).
- 1983 — Nikolai Podgorny, engenheiro e político ucraniano (n. 1903).
- 1985 — Vilanova Artigas, arquiteto brasileiro (n. 1915).
- 1988 — Piero Taruffi, automobilista e motociclista italiano (n. 1906).
- 1990 — Laurence J. Peter, escritor e educador canadense-americano (n. 1919).
- 1991 — Vasco Pratolini, escritor italiano (n. 1913).
- 1996 — Joachim Nitsche, matemático e acadêmico alemão (n. 1926).
- 1997 — Charles Huggins, médico e fisiologista canadense-americano (n. 1901).
- 1999 — Betty Lou Gerson, atriz e dubladora americana (n. 1914).
- 2000 — Marc Davis, animador e roteirista estadunidense (n. 1913).

### Século XXI
- 2001
  - Adhemar Ferreira da Silva, atleta brasileiro (n. 1927).
  - Gian Luigi Bonelli, autor de banda desenhada italiano (n. 1908).
  - Bill Hewlett, engenheiro e empresário estadunidense (n. 1913).
  - Luiz Bonfá, cantor e compositor brasileiro (n. 1922).
- 2002 — Cyrus Vance, advogado e político estadunidense (n. 1917).
- 2003
  - Leopoldo Galtieri, general e político argentino (n. 1926).
  - Maurice Gibb, cantor, compositor e multi-instrumentista britânico (n. 1949).
  - Dean Amadon, ornitólogo e escritor estadunidense (n. 1912).
- 2004 — Olga Ladyzhenskaya, matemático e acadêmica russa (n. 1921).
- 2005 — Amrish Puri, ator indiano (n. 1932).
- 2007
  - Bento Prado Júnior, filósofo, escritor e poeta brasileiro (n. 1937).
  - Alice Coltrane, pianista e compositora estadunidense (n. 1937).
  - Jürg Federspiel, escritor, jornalista e crítico suíço (n. 1931).
- 2009
  - Claude Berri, ator, diretor e roteirista francês (n. 1934).
  - Alejandro Sokol, músico e compositor argentino (n. 1960).
  - Friaça, futebolista brasileiro (n. 1924).
  - Arne Naess, filósofo e ecologista norueguês (n. 1912).
- 2010
  - Daniel Bensaïd, filósofo e escritor francês (n. 1946).
  - Zilda Arns, médica e sanitarista brasileira (n. 1934).
  - Hédi Annabi, diplomata tunisiano (n. 1944).
  - Jimmy O, artista haitiano (n. 1974).
  - Joseph Serge Miot, arcebispo católico haitiano (n. 1946).
  - Luiz Carlos da Costa, diplomata brasileiro (n. 1949).
  - Toninho Negreiro, jornalista brasileiro (n. 1959).
- 2015 — Elena Obraztsova, cantora lírica e atriz russa (n. 1939).
- 2017
  - William Peter Blatty, escritor e cineasta estadunidense (n. 1928).
  - Graham Taylor, futebolista e treinador de futebol britânico (n. 1944).
- 2020 — Roger Scruton, filósofo e escritor britânico (n. 1944).
- 2021 — Antônio Carlos de Almeida Braga, empresário brasileiro (n. 1926)
- 2023 — Lisa Marie Presley, cantora, compositora e atriz estadunidense (m. 1968).

## Feriados e eventos cíclicos

### Brasil
- Dia do Empresário Contábil

#### Municipal
- Aniversário do Município de Belém, capital do Estado do Pará.

### Cristianismo
- Bento Biscop
- Elredo de Rievaulx
- Giovanni Merlini
- João de Ravena
- Macário de Moscou
- Marguerite Bourgeoys
- Martinho de Leão
- Taciana de Roma

## Outros calendários
- No calendário romano era o dia da véspera dos idos de janeiro.
- No calendário litúrgico tem a letra dominical E para o dia da semana.
- No calendário gregoriano a epacta do dia é xix.